# Desenzano del Garda
Desenzano del Garda is een stad en gemeente in de Noord-Italiaanse provincie Brescia (Lombardije). De plaats is gesitueerd op de zuidoever van het grootste meer van Italië; het Gardameer. De Romeinen hebben de plaats gesticht, maar waarschijnlijk was deze plek aan het meer al veel langer bewoond.
De belangrijkste monumenten van de stad zijn de Duomo en het 10de-eeuwse Castello. In de Duomo is het Laatste Avondmaal van de schilder Giambattista Tiepolo te bewonderen. De 4de-eeuwse Villa Romana werd ontdekt in 1921. Hij bezit enkele bijzondere mozaïeken. Het complex behoorde waarschijnlijk toe aan Decentius, waarvan de huidige plaatsnaam is afgeleid.
Ten zuiden van de stad strekt zich een enorm morene amfitheater uit dat gevormd is tijdens de ijstijd.

## Sport
Jaarlijks wordt in Desenzano del Garda in het Francesco Ghizzi Stadion de internationale meerkampwedstrijd Multistars gehouden.

## Geboren in Desenzano del Garda
- Angela Merici (1470/'75-1540), heilige, stichteres van de congregatie der Ursulinen
- Sonny Colbrelli (1990), wielrenner